# Sant Esteve de Vila-sacra
Sant Esteve és l'església parroquial al centre del poble de Vila-sacra del poble, al costat de l'antic castell de Vila-sacra. És una església fortificada d'origen romànic ampliada en època barroca. Està declarada bé cultural d'interès nacional.

## Arquitectura
És un edifici de planta rectangular, d'una sola nau coberta amb volta de canó apuntat i capçalera quadrada. Als murs laterals hi ha sis arcades cegues de mig punt, sobre pilars amb impostes motllurades; al presbiteri, les arcades cegues són dobles i s'ajunten en una mènsula. A la paret del fons de l'absis s'obre una llarga espitllera de doble esqueixada i, per sobre d'aquesta, una petita rosassa que consta de dos cercles adovellats en gradació i, al seu interior, un calat a base de lòbuls. Conserva uns vestigis del temple anterior a la part inferior dels murs de ponent i tramuntana, que serviren de basament a la nova construcció. La part que correspon a la capçalera es troba dins un jardí de propietat particular.
La façana d'accés, lateral i orientada a migdia té una portalada formada per quatre arcs de mig punt de gradació decreixent que emmarca una llinda i un timpà llisos. El guardapols continua als extrems per les impostes dels arcs, unides al seu torn, per una motllura que recorre la part superior de la llinda. Les arquivoltes conserven restes de pintures amb motius florals datades del 1700. El temple conserva un parament a la part alta que correspon a una fortificació, amb espitlleres i un matacà.
El campanar, situat a l'angle sud-oest, és un element de base quadrada i cos octogonal, té obertures d'arc de mig punt. A la part dreta de la façana d'accés hi ha adossat un habitatge.

## Història
L'església de Vila-sacra està estretament lligada a la de Sant Pere de Rodes. El lloc és esmentat l'any 974 en una butlla del papa Benet VI on es confirmen les propietats del monestir a "Villae Saccari". En un document de l'any 1169 el lloc ja és mencionat com a "Vila-sacra". L'any 1240, l'abat de Sant Pere de Rodes comprà a Gilabert de Cruïlles el castell i el lloc de Vila-sacra amb les seves jurisdiccions. L'abat Berenguer de Riumors obtingué, l'any 1308 per sentència arbitral, el reconeixement del dret absolut que li competia, com a abat de Sant Pere de Rodes, la jurisdicció civil de Vila-sacra.
El campanar va ser afegit durant els segles XVII i XVIII, i també corresponen a un moment molt posterior a l'època medieval el cor i una capella lateral del costat de migdia.